# Cricotopus ogasaseptimus
Cricotopus ogasaseptimus är en tvåvingeart som beskrevs av Sasa och Suzuki 1997. Cricotopus ogasaseptimus ingår i släktet Cricotopus och familjen fjädermyggor. Inga underarter finns listade i Catalogue of Life.